# Chluba Boston Celtics
Chluba Boston Celtics (ang. Celtic Pride) – amerykańska komedia z 1996 roku w reżyserii Toma DeCerchio. Wyprodukowany przez Buena Vista Pictures.

## Fabuła
Dwaj wierni fani Boston Celtics, Mike (Daniel Stern) i Jimmy (Dan Aykroyd) marzą o tym, aby ich zespół zdobył mistrzostwo NBA. W tym celu upijają w barze i porywają Lewisa Scotta (Damon Wayans), gwiazdę ich finałowego rywala z Utah Jazz. Wierzą, że teraz już nic nie przeszkodzi ich klubowi w zdobyciu mistrzostwa.

## Obsada
- Damon Wayans jako Lewis Scott
- Daniel Stern jako Mike O’Hara
- Dan Aykroyd jako Jimmy Flaherty
- Gail O’Grady jako Carol O’Hara
- Christopher McDonald jako Coach Kimball
- Paul Guilfoyle jako Kevin O’Grady
- Adam Hendershott jako Tommy O’Hara
- Scott Lawrence jako Ted Hennison
- Gus Williams jako Derrick Lake
- Ted Rooney jako Tony Sheppard

i inni